# Alpeggio Il Puntato
L'Alpeggio Il Puntato è un alpeggio situato nel comune di Stazzema (LU), in località Puntato, nelle Alpi Apuane, tra 920 e 1.150 m s.l.m.   
L'alpeggio comprende gran parte dell'antico insediamento pastorale di Alpe di Puntato, usato dai pastori del vicino paese di Terrinca fino agli anni '40 e poi abbandonato, che è stato acquistato dall'Associazione Il Sentiero, la quale ci ha realizzato un'azienda agricola, una fattoria didattica, una stazione meteorologica e vari rifugi.

## Rifugi
- Rifugio La Quiete: il primo rifugio aperto nell'alpeggio nel 1987, 18 posti letto, ha ricevuto il riconoscimento di "Esercizio consigliato dal Parco per le sue scelte eco-compatibili"[2]
- Rifugio Il Robbio: 10 posti letto, ha ricevuto il riconoscimento di "Esercizio consigliato dal Parco per le sue scelte eco-compatibili"[2]
- Baita Ciampi: 8 posti letto, ha ricevuto il riconoscimento di "Esercizio consigliato dal Parco per le sue scelte eco-compatibili"[2]
- Baita Ausilio: 3 posti letto

## Accessi
L'accesso avviene solo a piedi: 
- da Isola Santa, attraversando il paese fantasma di Col di Favilla
- da Fociomboli
- da Foce di Mosceta

## Escursioni
- Torbiera di Fociomboli: 45 minuti
- rifugio Del Freo, via Foce di Mosceta: 1 ora
- paese fantasma di Col di Favilla: 45 minuti

## Ascensioni
- Monte Freddone - 1.479 m s.l.m.
- Monte Corchia - 1.678 m s.l.m.
- Pania della Croce - 1.858 m s.l.m.